# Fabrizio Gabella
Fabrizio Gabella (* 16. Dezember 1921 in Rom) ist ein italienischer Filmproduzent und Filmregisseur.

## Leben
Gabella, von Hause aus Journalist, wandte sich zwischen 1958 und 1963 dem Kino zu, wobei er hauptsächlich als ausführender Produzent für die „Globe International Film“ tätig war. Es handelte sich meist um Koproduktionen mit Frankreich. Später wurde er Leiter der Pressestelle der „Ital Noleggio Cinematografico“. 1963 drehte er als Regisseur den dokumentarischen Questo mondo proibito u. a. in Zusammenarbeit mit Salvatore Quasimodo und Alba de Céspedes, der nach Problemen mit der Zensur erst 1967 stark gekürzt in Umlauf kam. Im selben Jahr inszenierte er auch ein Produkt der Mondo-Welle, Sexy che scotta, unter dem Pseudonym Franco Macchi.

## Filmografie (Auswahl)

### Regie
- 1963: Questo mondo proibito
- 1963: Sexy che scotta